# Werner Opitz
Werner Opitz (* 10. Juli 1948 in Wien) ist ein österreichischer Schauspieler.

## Karriere
Opitz hatte Rollen in Fernsehserien wie zum Beispiel Ein Fall für zwei, Lindenstraße, Verbotene Liebe, Die Rosenheim-Cops oder Hinter Gittern – Der Frauenknast . Im Fernsehfilm Die Intrigantin oder Ehe mit beschränkter Haftung (1973) spielte er die Rolle des Tony. In Heirat wider Willen (2002) agierte er in der Rolle des Owen Grant. 2013 spielte er in der ARD-Telenovela Sturm der Liebe die Rolle des Eberhard Schuster.

## Filmografie (Auswahl)
- 1973: Die Intrigantin oder Ehe mit beschränkter Haftung (Fernsehfilm)
- 1983: Ein Fall für zwei (Fernsehserie, eine Episode)
- 1990: Hessische Geschichten (Fernsehserie, eine Episode)
- 1992: Das Nest (Fernsehserie, eine Episode)
- 1995: Schwarz greift ein (Fernsehserie, eine Episode)
- 1995: Lindenstraße (Fernsehserie, zwei Episoden)
- 2001: Verbotene Liebe (Fernsehserie, zwei Episoden)
- 2002: Heirat wider Willen (Fernsehfilm)
- 2003: Die Rosenheim-Cops – Der Fall Verena M.
- 2004: Die Heilerin (Fernsehfilm)
- 2004–2005: Hinter Gittern – Der Frauenknast (Fernsehserie, fünf Episoden)
- 2013: Sturm der Liebe (Fernsehserie)